# Homoeothele micans
Homoeothele micans är en spindelart som beskrevs av Simon 1908. Homoeothele micans ingår i släktet Homoeothele och familjen plattbuksspindlar.
Artens utbredningsområde är Western Australia. Inga underarter finns listade i Catalogue of Life.